# 15841 Yamaguchi
15841 Yamaguchi eller 1995 OX är en asteroid i huvudbältet som upptäcktes den 27 juli 1995 av den japanska astronomen Akimasa Nakamura vid Kuma Kogen-observatoriet. Den är uppkallad efter Yamaguchi prefektur i Japan.
Asteroiden har en diameter på ungefär 8 kilometer.